# Yerupajá
Yerupajá je hora v pohoří Cordillera Huayhuash ve střední části západního Peru. Dosahuje výšky 6635 m n. m., což z ní dělá po Huascaránu druhou nejvyšší horu země. Jde o nejvyšší horu nacházející se na území Amazonie. Na její vrchol poprvé vystoupili Jim Maxwell a Dave Harrah v roce 1950. Výstup provedli západní stěnou. Severovýchodní stěnou pak v roce 1968 vystoupili Američané Chris Jones a Paul Dix. Výstup východní stěnou provedli roku 1969 Reinhold Messner a Peter Habeler. Z českých a slovenských horolezců na vrchol vystoupili Jarýk Stejskal a Josef Rakoncaj.